# Selección de fútbol sub-17 de Cuba
La selección de fútbol sub-17 de Cuba es el equipo que representa al país en la Copa Mundial de Fútbol Sub-17 y en el Campeonato Sub-17 de la Concacaf, y es controlada por la Asociación de Fútbol de Cuba.

## Palmarés
- Campeonato Sub-17 de la Concacaf: 1
  -  Campeón (1): 1988

## Estadísticas

### Campeonato Sub-17 de la Concacaf
- de 1983 a 1987 : No participó
- 1988 :  Campeón
- 1991 :  3.º Lugar
- 1992 : 4.º Lugar
- de 1994 a 1999 : No clasificó
- 2001 : No clasificó
- 2003 : Fase de grupos
- 2005 : Fase de grupos
- 2007 : No clasificó
- 2009 : Fase de grupos
- 2011 : Fase de grupos
- 2013 : Fase de grupos
- 2015 : Fase de grupos
- 2017 : No clasificó
- 2019 : No participó
- 2023 : Octavos de final

### Mundial Sub-17
- de 1985 a 1987 : No participó
- 1989 : Fase de grupos
- 1991 : Fase de grupos
- de 1993 a 2025 : No clasificó

## Jugadores destacados
- Vladimir Sánchez
- Luis Marten
- Eliezer Casamayor
- Geosmany Zerguera
- Bernardo Rosette